# Megachile boharti
Megachile boharti är en biart som beskrevs av Mitchell 1942. Megachile boharti ingår i släktet tapetserarbin, och familjen buksamlarbin. Inga underarter finns listade i Catalogue of Life.